# Knaprigt ris

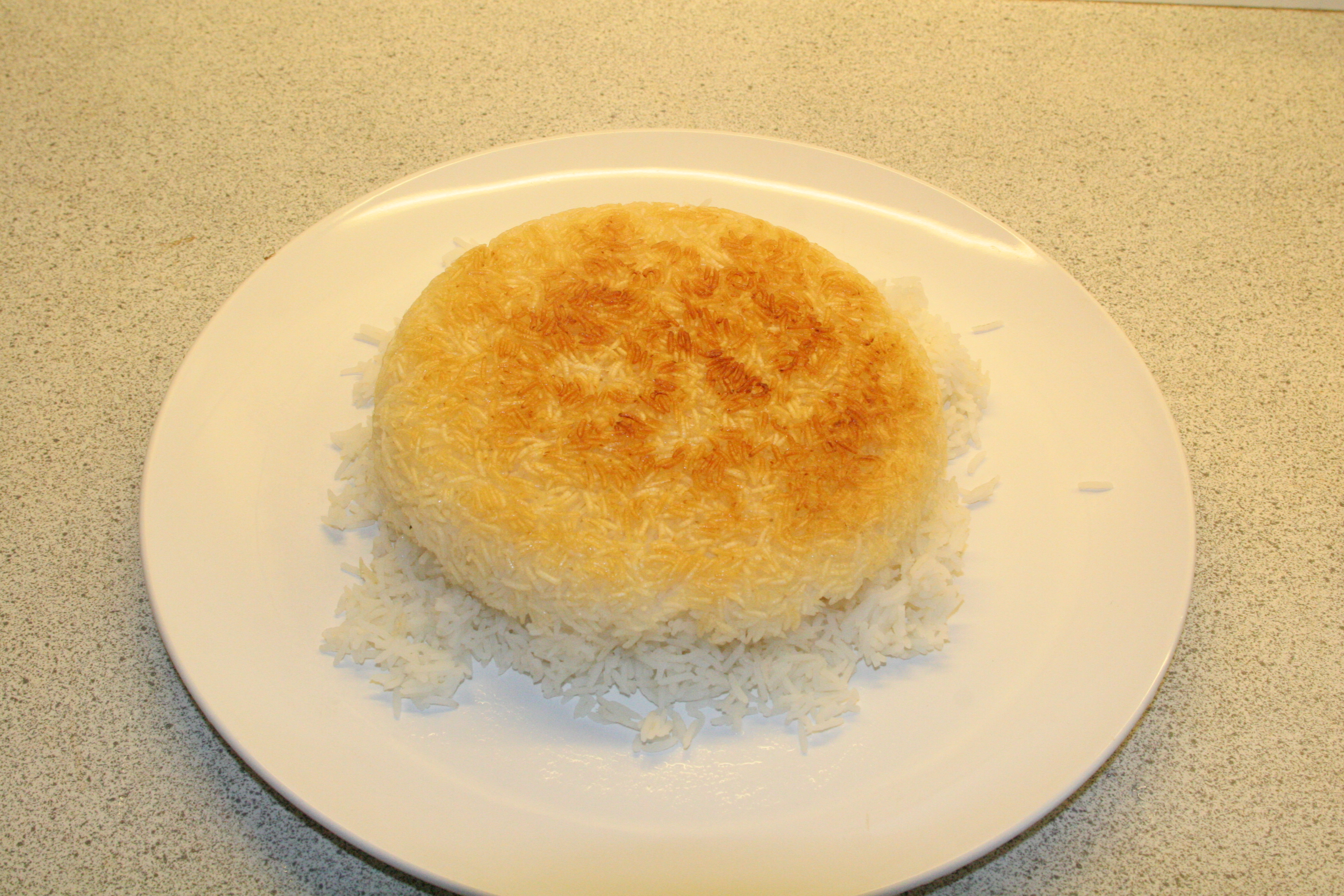
Risskorpa.

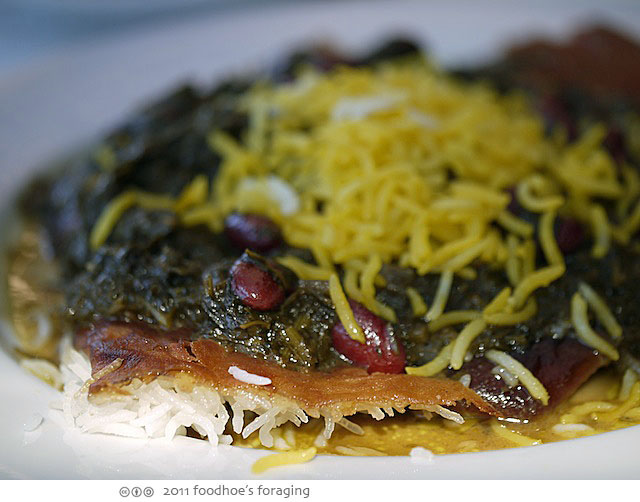
Iransk tahdig toppad med grytan ghormeh sabzi.

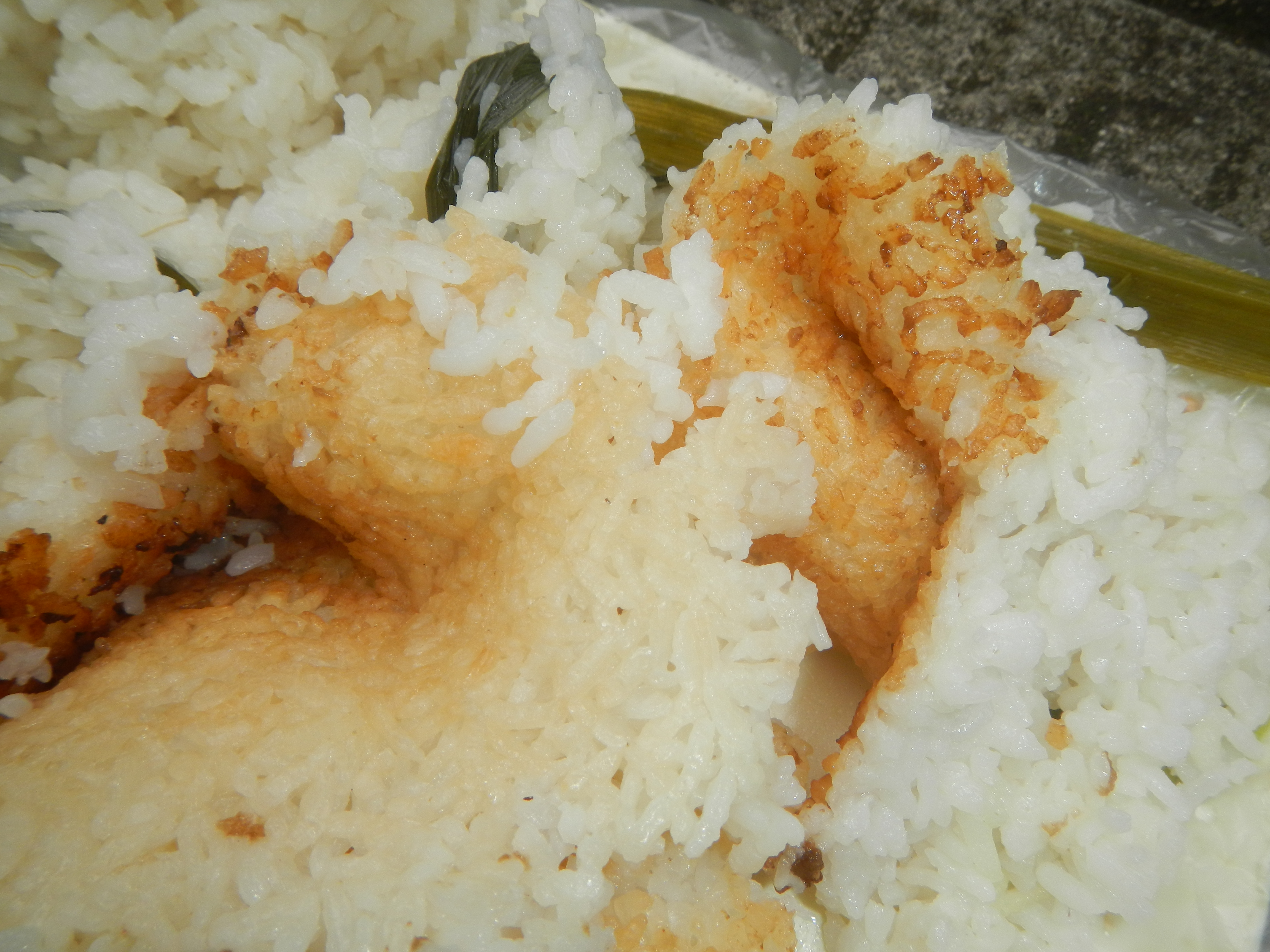
Filippinsk tutóng.

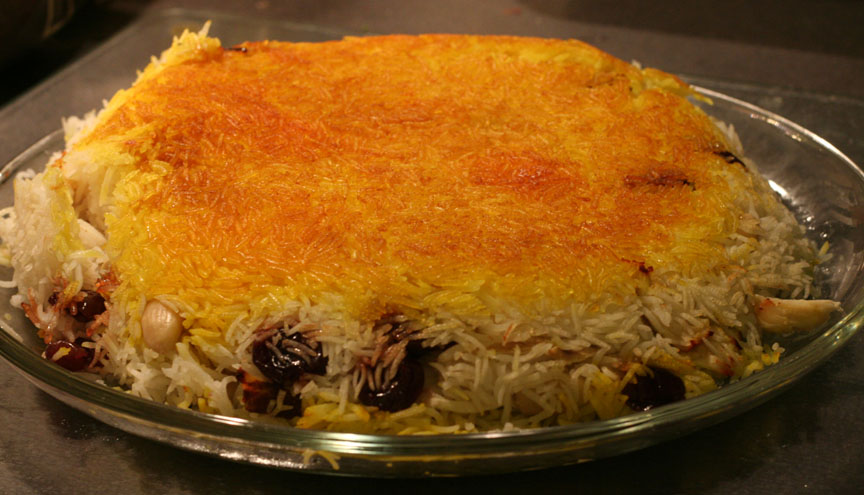
Iransk tahdig, med kokt ris blandat med sura körsbär och nötter under.

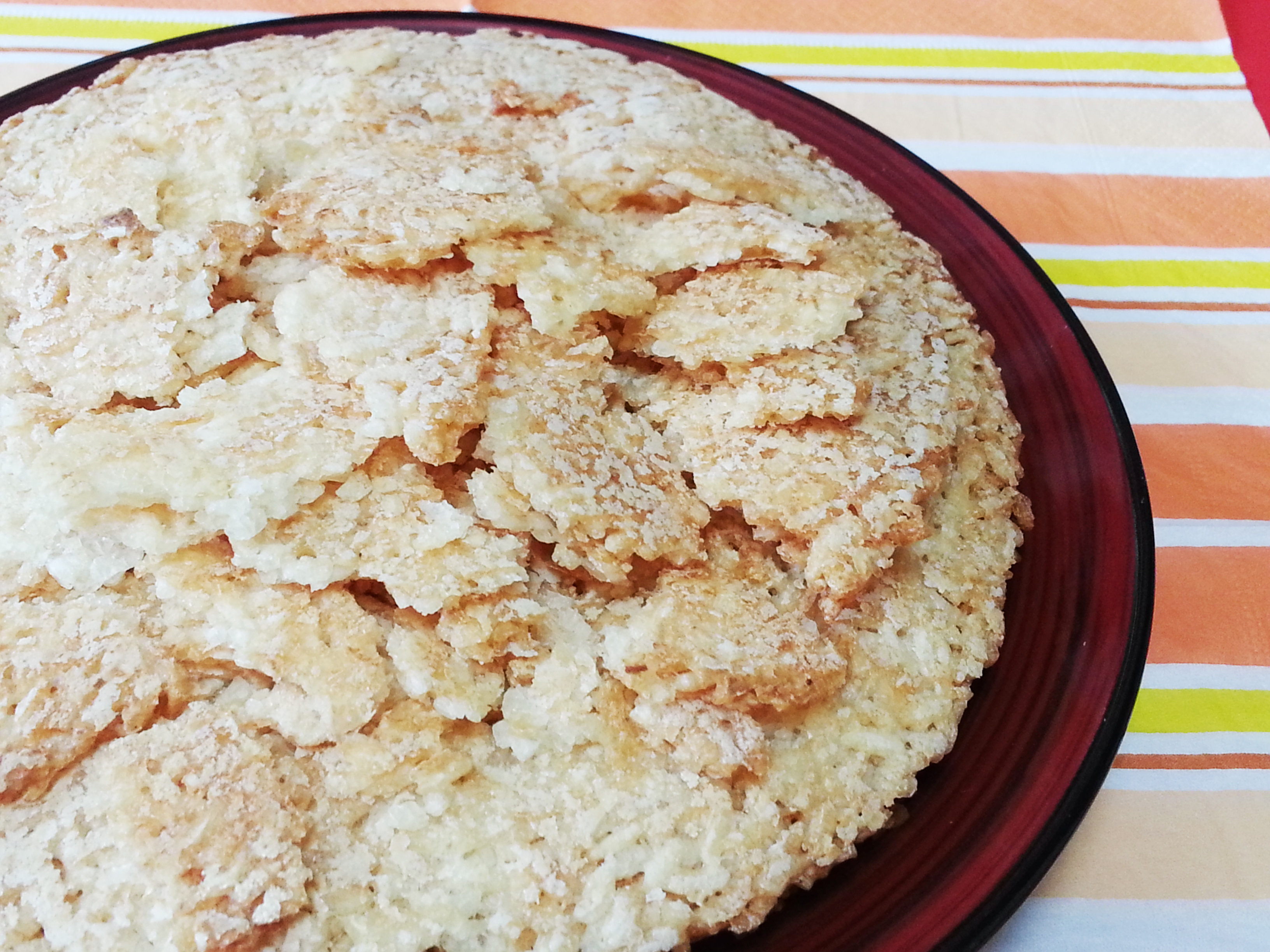
Koreansk nurungji.

Knaprigt ris, även kallat risskorpa, är det krispiga gyllene lagret som kan skapas i botten av kastrullen eller riskokaren när man tillagar ris. Det är en mycket uppskattad del i många olika matkulturer.

## Tillagning och varianter
Om riset som ligger vid kokkärlets botten får en skorpa eller inte beror mestadels på hur hög värme används under den sista delen av kokningstiden (oavsett kokningsmetod). Har man för låg värme skapas det ingen skorpa och har man för hög värme bränns riset. Hur hög värme som ska användas skiljer sig lite från kastrull till kastrull.
Man har dock större chans att lyckas få en riskorpa om man använder förvällningsmetoden (även kallad persiskt ris), det vill säga att riset kokas i rikligt med vatten och när riset är nästan färdigkokt och bara en pytteliten rå kärna är kvar i riskornen hälls allt i ett durkslag så vattnet försvinner. Cirka 3-4 dl av det förvällda riset blandas med saffran löst i ett par matskedar hett vatten, det hälls lite olja i botten av kokkärlet och riset blandad med saffran hälls i och med hjälp av en sked breds ut så att det täcker hela bottnen i ett jämnt lager, det resterande förvällda riset hälls försiktigt över saffranslagret. Sen får riset gå på låg värme med locket på i ca 10-15 minuter så det bildas ånga och färdigkokar riset. Det är i det här stadiet som en skorpa kan bildas av riset som ligger mot kokkärlets botten (med lagom värme). För att bemästra konsten att producera ett lyckad risskorpa är det bra att tänka på att man använder sig av ett beprövat recept från en bra källa, att man använder en kastrull med tjock botten och att man de första gångerna noga antecknar sitt tillvägagångssätt, tider som har använts och hur hög värme man har haft under tiden riset ångade för att kunna förbättra nästa försök.
Ett alternativt sätt för att skapa risskorpa går ut på att kallt, färdigkokt ris breds ut i ett ca 1-2 cm tjockt, jämnt lager i botten på en stekpanna och steks med lite olja på hög värme tills det blir knaprigt och en skorpa bildas.
I vissa fall blandas riset som ska bli knaprigt med andra ingredienser. Till exempel i Iran lägger man ibland potatisskivor eller tunnbröd i botten av kastrullen under det förvällda riset (när man använder förvällningsmetoden) eller som i rätten tahchin blandar man en del av det förvällda riset som ska hamna längst ner i kastrullen med yoghurt, äggulor och saffran vilket ger en tjock risskorpa.
Risskorpan kan ätas som den är eller toppas med andra ingredienser. I Vietnam toppas den gyllenbruna risskorpan med finstrimlat torkat fläskkött eller torkade räkor, hackad salladslök (som blivit kokta genom att kokande olja har hällts över dem) och chilisås för att skapa rätterna cơm cháy chà bông eller cơm cháy tôm khô. I Iran toppas risskorpan tahdig ofta med den grytan som serveras till riset.
Det svedda lagret som bildas i bottnen av pannan när man lagar paella heter socarrat i Spanien. Det ger rätten en djupare smak och är en uppskattad del av rätten hos många. I Östasien är det vanligt att man gör tunna knapriga kakor av risskorpor. De kan vara salta eller söta och säljs i bland annat mataffärer.

## Benämning i olika länder
- Azerbajdzjan: qazmagh (qazmağ)
- Burma: htamin gyo (ထမင်းချိုး)[7]
- Colombia, Ecuador, Venezuela: cocolón, pega[7]
- Egypten: arae el halla (قرع الحلّة)
- Engelska: scorched rice, crunchy rice
- Filippinerna: kaning tutóng[8]
- Ghana: kanzo[7]
- Haiti: gratén[9]
- Indonesien, Malaysia: kerak nasi[9]
- Iran: tahdig (ته‌دیگ)[7]
- Irak: hakakeh (حكاكه)
- Jamaica: Bunbun[7]
- Japan: okoge (お焦げ)[7]
- Kap Verde: kokorota[7]
- Kina: guōbā (锅巴; 鍋巴)[7]
- Korea: nurungji (누룽지)[7]
- Kurdiska: bnkr (بنکڕ)
- Panama, Peru, Venezuela: concolón
- Puerto Rico: pegao[10]
- Saudiarabien: kodada (كداده)
- Spanien: socarrat[7]
- Vietnam: cơm cháy[11]